# Vauzy de Saint-Martin
Vauzy de Saint-Martin est un architecte et ingénieur militaire français de la deuxième moitié du XVe siècle. Originaire du duché de Bourbon, il a travaillé pour le roi Louis XI et a été le maître d'œuvre des fortifications de Cusset (Allier) et des châteaux de Dijon, Beaune et Auxonne, en Bourgogne. Il a été admiré par Vauban et a exercé une influence importante sur l'architecture militaire des deux siècles suivants.
Avec Jean Nourrissier, il met au point des innovations adaptées au développement de l'artillerie de son temps : canonnières en croix facilitant le pivotage des canons pour élargir leur champ de tir ; alternance de bossages en pierre calcaire et en basalte pour mieux renvoyer les boulets, comme on voit à Cusset sur la face qui était alors hors rempart de la Tour Prisonnière, etc.